# Stokkel (wijk)
Stokkel (Frans: Stockel) is een wijk in de oostrand van de Brusselse agglomeratie, in de gemeenten Sint-Pieters-Woluwe, Sint-Lambrechts-Woluwe en Kraainem. In het oosten grenst de wijk aan de gemeente Wezembeek-Oppem. Stokkel wordt doorsneden door de gewestgrens, die honderd meter ten oosten en ten zuiden van het Dumonplein loopt.
Het centrum van deze wijk bevindt zich ter hoogte van het Dumonplein in Sint-Pieters-Woluwe. Op dit ovaalvormig plein vinden de meeste commerciële activiteiten plaats, waaronder ook de wekelijkse markt. De wijk beschikt ook over een eigen winkelcentrum, Stockel Square, aangrenzend aan het gelijknamige metrostation Stokkel, waar  metrolijn 1B eindigt en tramlijn 39 doorloopt naar Ban-Eik. Het wordt gekenmerkt door zijn muurschilderingen van de stripreeks Kuifje van Hergé.

## Geschiedenis

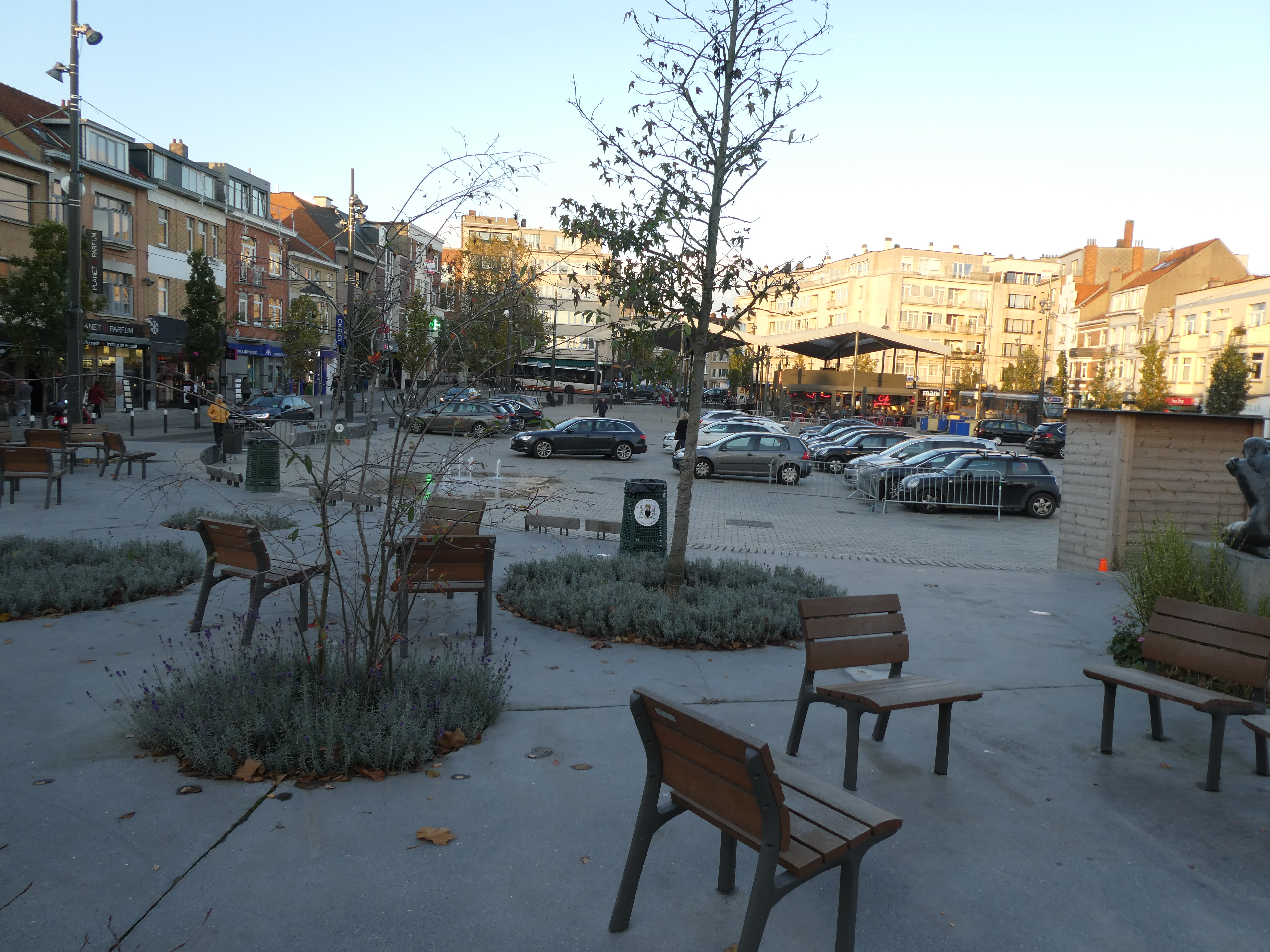
Het Dumonplein in Stokkel.

In 940 droeg de Graaf van Vlaanderen, Arnulf I van Vlaanderen het gebied over aan zijn schoonzoon Graaf de Wijnen. De familie de Wijnen bleef verantwoordelijk voor Stokkel tot aan de twaalfde eeuw. Deze bezat tevens de abdij van Affligem en de plaatsen Moorsel, Sterrebeek en Kraainem. In het gehucht Stokkel was er een huiskapel sinds het begin van de kerstening van deze gebieden. Het bestaan van de Onze-Lieve-Vrouw kapel of van de visitatie werd daarentegen voor het eerst vermeld in het jaar 1326. In deze tijd viel het gehucht Stokkel onder de parochie van Sint-Lambrechts-Woluwe, enkele kilometer naar het westen.
In de veertiende eeuw was Stokkel een heerlijkheid waarvan de meest vooraanstaande vertegenwoordiger Georges Kieffelt was, waarvan ook de straatnaam 'Herendal' afkomstig is. Ze maakte deel uit van het huidige Zoniënwoud met een grote boerderij gesitueerd ter hoogte van de huidige Pachthoevestraat, nabij het Dumonplein. Een holle weg (de huidige Stokkelstraat en Koningin Astridlaan) verbond Hoog-Kraainem met Stokkel, waar men zich hout voor verwarming kon aanschaffen en ging jagen (of stropen). Het toponiem verwijst daar ook naar: Stok-sel: zaal of hof in boomrijk gebied.
Tot de 18de eeuw was Stokkel in zijn geheel een gehucht van Sint-Lambrechts-Woluwe, zoals ook nog zichtbaar op de Ferrariskaarten. Stokkel was verbonden met Sint-Lambrechts-Woluwe via de huidige Stokkelsesteenweg, met Sint-Pieters-Woluwe via de huidige Konkelstraat en met Oppem via de huidige Potaardestraat. Bij de oprichting van de gemeente Sint-Pieters-Woluwe in 1800 werd het grootste deel van het toenmalige Stokkel echter bij Sint-Pieters-Woluwe gevoegd. Het oostelijke deel werd, tezamen met het Stokkelbos (later de Baron d'Huartlaan), toegevoegd aan de gemeente Kraainem, waardoor deze een heel rare vorm kreeg met een lang maar smal grondgebied waarbij de twee belangrijkste kernen, Hoog- Midden en Laag Kraainem in het uiterste noorden van deze gemeente lagen. Na 1830 moet het nieuwe gemeentebestuur het hoofd bieden aan opstandige stemmen uit het zelfstandige Stokkel.
Tegenwoordig strekt de wijk zich uit van aan de Tervurenlaan tot aan de Hebronlaan in Kraainem.

## Omgeving

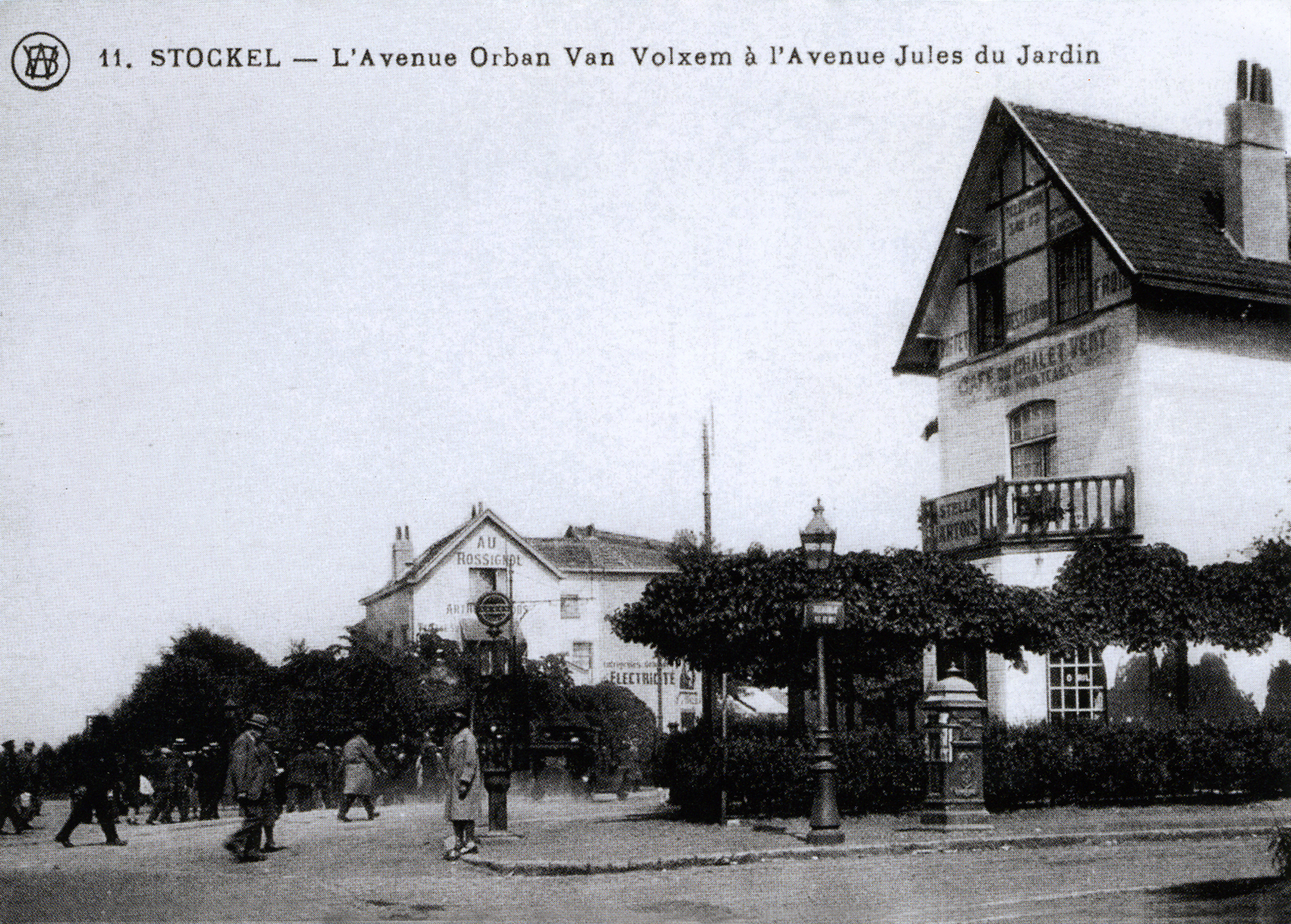
De hoofdstraat Orban in de jaren 1920.

Vanaf 15 augustus 1909 werd de tramlijn no 41 aangelegd die Stokkel met Woluwe ging verbinden; tegenwoordig is deze vervangen door de tramlijn 39, die door het metrostation loopt. In 1962 ontwierpen de architecten René Aerts en Paul Ramon de Onze-Lieve-Vrouw-van-Stokkelkerk in de meest recente modernistische stijl. De bebouwing bestaat nu hoofdzakelijk uit villawijken met veel groen.

## Sport
Voetbalclub ROFC Stockel is aangesloten bij de KBVB en actief in de provinciale reeksen. In het begin van de 20ste eeuw speelde Atheneum VV Stockel enkele jaren in de hogere Belgische voetbalreeksen.